# Pseudotyrannochthonius utahensis
Espèce
Pseudotyrannochthonius utahensis est une espèce de pseudoscorpions de la famille des Pseudotyrannochthoniidae.

## Distribution
Cette espèce est endémique d'Utah aux États-Unis,.

## Étymologie
Son nom d'espèce, composé de utah et du suffixe latin -ensis, « qui vit dans, qui habite », lui a été donné en référence au lieu de sa découverte, l'Utah.

## Publication originale
- Muchmore, 1967 : Pseudotyrannochthoniine pseudoscorpions from the western United States. Transactions of the American Microscopical Society, vol. 86, no 2, p. 132-139.